# Lapanouse-de-Cernon
Lapanouse-de-Cernon är en kommun i departementet Aveyron i regionen Occitanien i södra Frankrike. Kommunen ligger  i kantonen Cornus som ligger i arrondissementet Millau. År 2022 hade Lapanouse-de-Cernon 121 invånare.

## Befolkningsutveckling
Antalet invånare i kommunen Lapanouse-de-Cernon
Referens: INSEE